# Romain Ntamack
Pour les articles homonymes, voir Ntamack.

a Compétitions nationales et continentales officielles uniquement.

b Matchs officiels uniquement.
Dernière mise à jour le 15 mars 2025.
Romain Ntamack, né le 1er mai 1999 à Toulouse, est un joueur international français de rugby à XV jouant aux postes de demi d'ouverture ou centre au Stade toulousain.
En 2018, il devient champion du monde junior et en 2019, il remporte le championnat de France avec le Stade toulousain et participe à la Coupe du monde au Japon avec l'équipe de France. Il remporte la Coupe d'Europe et le championnat de France avec le Stade toulousain en 2021 puis le Grand Chelem avec l'équipe de France lors du Tournoi des Six Nations 2022. Il est de nouveau champion de France avec le Stade toulousain en 2023. En 2024, Romain Ntamack décroche son deuxième doublé Champions Cup - Championnat de France. Puis en 2025, remporte une nouvelle fois le titre de champion de France.
Il est le fils d'Émile Ntamack, neveu de Francis Ntamack et frère ainé de Théo Ntamack, tous rugbymen professionnels.

## Biographie

### Famille

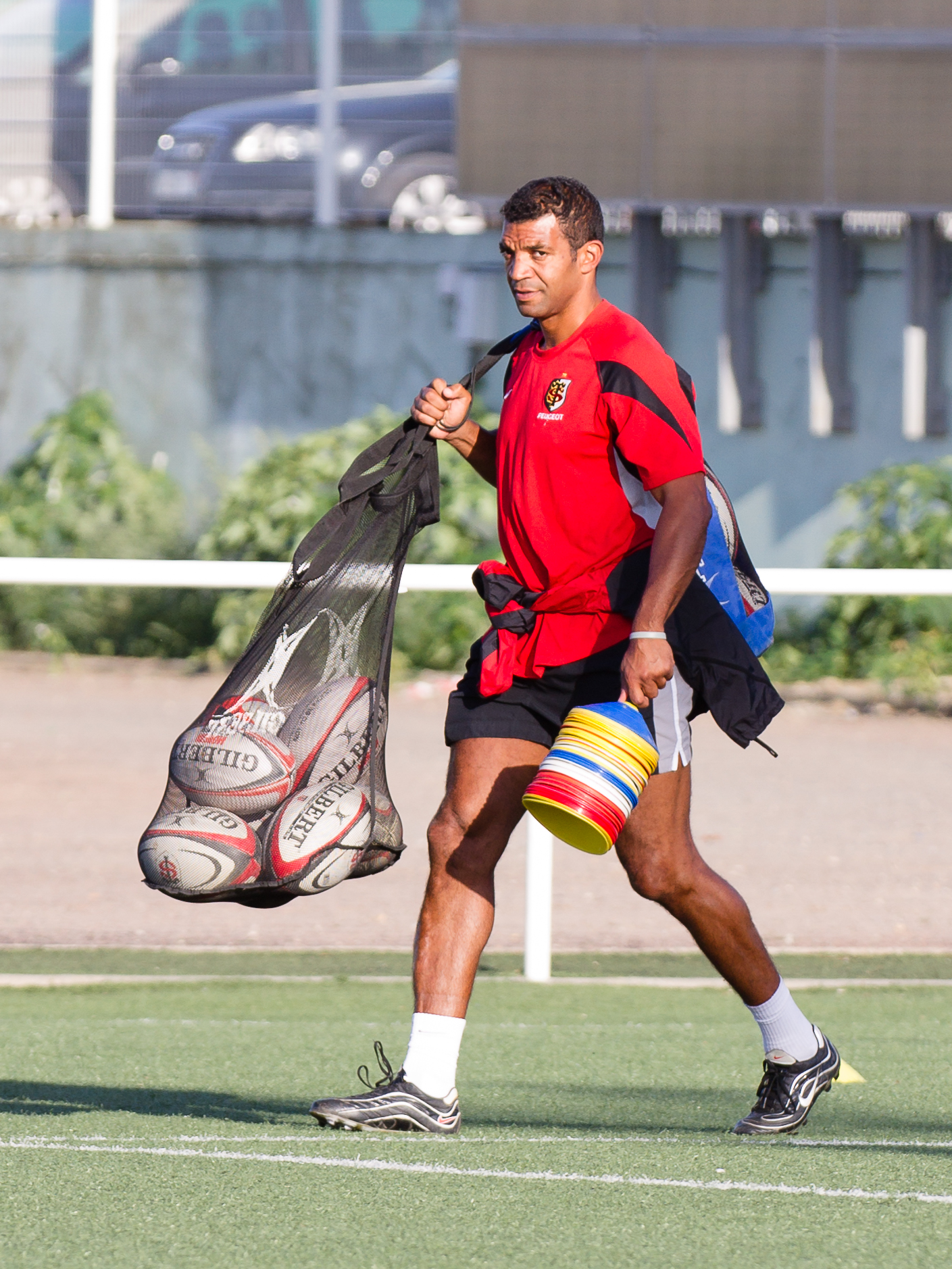
Son père Émile Ntamack, en 2012, à l'entraînement des jeunes Toulousains.

Romain Ntamack est né le 1er mai 1999 à Toulouse. Il est le fils d'Émile Ntamack, joueur international français de rugby à XV, sextuple champion de France et triple champion d’Europe, qui évoluait de 1988 à 2005 au Stade toulousain et pouvait jouer arrière, ailier ou centre. Son père Émile est ensuite entraîneur au centre de formation du Stade toulousain, puis entraîneur-adjoint responsable des arrières de l'équipe de France de 2008 à 2011 puis de l'Union Bordeaux Bègles de 2015 à 2017. Son oncle Francis Ntamack est également un international français de rugby à XV passé au Stade toulousain de 1991 à 1996.
Son frére, Théo, est également joueur de rugby à XV. Il évolue avec le Stade toulousain et les équipes de France junior de rugby à XV au poste de troisième ligne centre.

### Débuts (2015-2018)
Romain Ntamack évolue au poste de demi d'ouverture au sein du club de toujours de son père. Il entre à l'école de rugby du club dès l'âge de 5 ans. En 2014-2015, il réalise une saison pleine avec les cadets Alamercery du club au terme de laquelle il a glané un titre de champion de France, inscrivant notamment 14 des 24 points de son équipe en finale face au CABBG,. Il est alors surclassé avec l’équipe de France des moins de 17 ans, et enfile le maillot frappé du coq à trois reprises (contre les États-Unis, l’Italie, l’Angleterre). En 2015, il reste au club bien que son père le quitte pour entraîner l'Union Bordeaux Bègles. En 2016, il passe en équipe Crabos.
En 2017, il est doublement surclassé et joue avec l'équipe de France des moins de 20 ans à seulement 17 ans et 9 mois. Le 10 février, à Grenoble, le grand public découvre Romain Ntamack, membre du Pôle France, qui conduit avec justesse le jeu de l’équipe de France U20 face à l’Écosse (36-8) avec le numéro 10 dans le dos. Pour pouvoir adoucir un peu le fossé qui existe entre le niveau Crabos et les U20, il évolue avec les Espoirs toulousains contre Bayonne quelques jours avant l’Écosse. Pour sa première sélection avec les Bleuets, il passe 57 minutes sur le terrain du Stade des Alpes et inscrit 5 points (une pénalité et une transformation). Durant ce Tournoi des Six Nations des moins de 20 ans 2017, il est également titularisé contre l'Irlande, l'Italie et le pays de Galles.
A l’issue de l’année du Pôle France au Centre national du rugby, il est désigné Major de la promotion André Peytavin bien qu'ayant un an de moins que les autres stagiaires.[réf. nécessaire]
En juin 2017, il est sélectionné pour jouer le championnat du monde junior en Géorgie. Il est titularisé lors des deux premiers matchs de l'équipe de France, contre l'Afrique du Sud (23-23) puis l'Argentine (26-25). Touché, il doit sortir dès la 21e minute contre les Pumas et déclare forfait pour le reste de la compétition. Il est remplacé par le Rochelais Arthur Retière.
Le 9 juin 2017, Guy Novès annonce que Romain Ntamack intègre la liste Élite qui protège les joueurs de l'équipe de France grâce à la convention FFR/LNR alors qu'il n'a que 18 ans et n'a jamais disputé de matchs en professionnel avec le Stade toulousain. L'intersaison 2017 est également marquée par le retour de son père au Stade toulousain, en tant que manager de la formation. Il est positionné sur le secteur de la formation et n'intervient en rien sur l'équipe première.

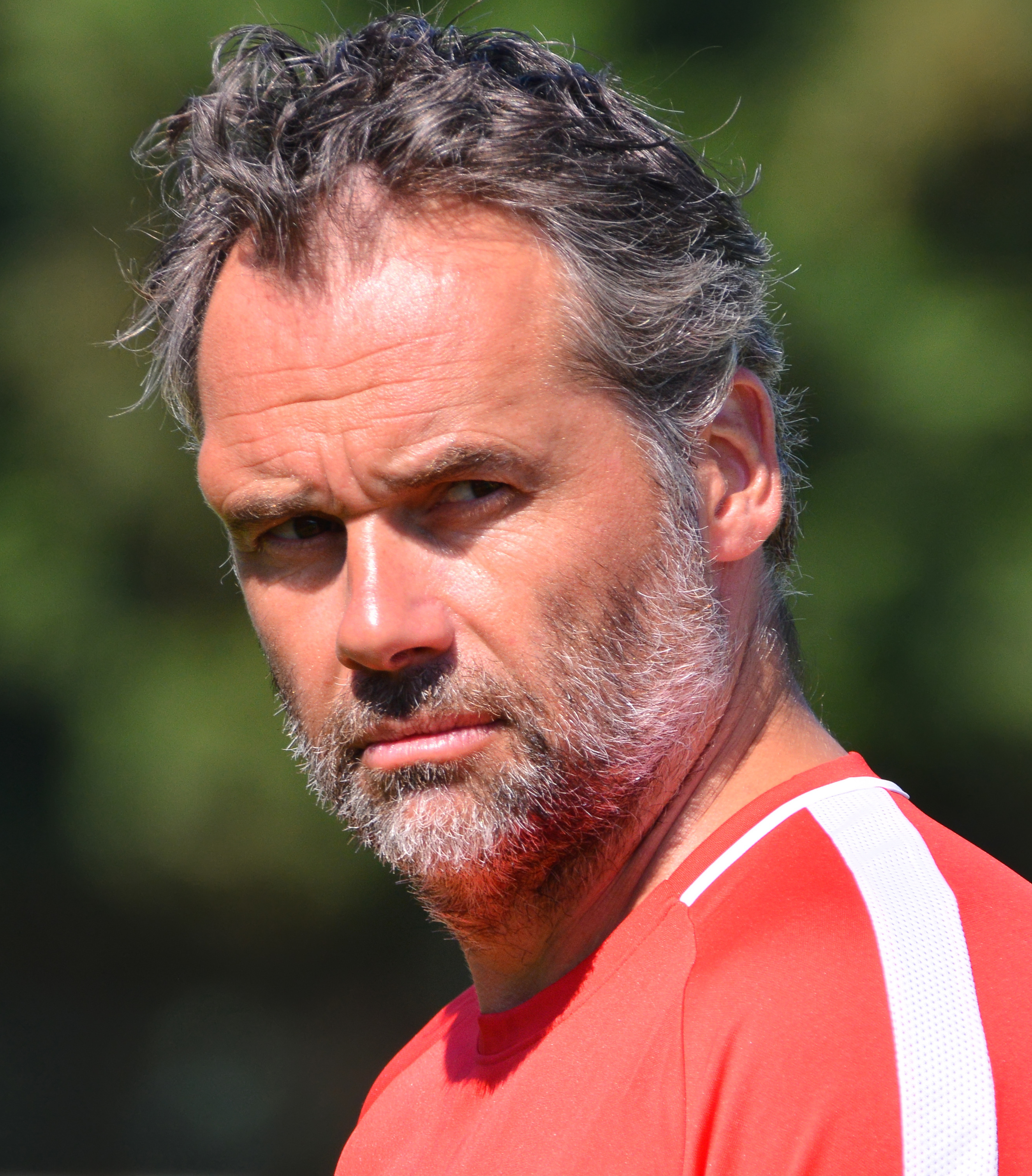
Ugo Mola, ici en 2018, est l'entraîneur de Romain Ntamack depuis ses débuts professionnels en 2017.

Romain Ntamack effectue le 30 septembre 2017 son premier match en Top 14 avec le Stade toulousain contre l'équipe d'Agen, en rentrant lors de la 1re mi-temps. Il a alors tout juste 18 ans et 5 mois. En novembre 2017, il est sélectionné avec les Barbarians français pour affronter les Māori All Blacks au Stade Chaban-Delmas de Bordeaux. Associé à Baptiste Couilloud, ils forment une jeune charnière à fort potentiel. Les Baa-Baas parviennent à s'imposer 19 à 15.
En 2018, il joue de nouveau le Tournoi des Six Nations des moins de 20 ans avec l'équipe de France. Pour le premier match, il est titularisé à l'ouverture et inscrit un doublé et 17 points contre l'Irlande (34-24). Également titulaire contre l'l'Écosse, l'Angleterre et le Pays de Galles, il mène l'équipe à la victoire dans le tournoi. Il est ensuite sélectionné pour jouer le championnat du monde junior, qui se déroule du 30 mai au 17 juin à Béziers, Narbonne et Perpignan. Titulaire lors du premier match contre l'Irlande, il laisse sa place à l'ouverture à Louis Carbonel pour affronter la Géorgie. À partir du dernier match de poule contre l'Afrique du Sud, décisif pour la qualification, les entraîneurs décident d'associer les deux joueurs en replaçant Romain Ntamack au poste de premier centre. Cette paire mène l'équipe de France à la victoire contre l'Afrique du Sud, contre la Nouvelle-Zélande en demi-finale, puis contre l'Angleterre en finale.
En novembre 2018, il est sélectionné et titularisé avec les Barbarians français, entraînés par le staff toulousain composé d'Ugo Mola et William Servat, pour affronter les Tonga au Stade Chaban-Delmas de Bordeaux. Comme lors de la Coupe du monde, il est utilisé en premier centre et associé à Louis Carbonel à l'ouverture, et Pierre-Louis Barassi en second centre. Il inscrit un essai et une transformation au cours de la rencontre. Les Baa-Baas s'inclinent 38 à 49 face aux Tongiens.
Le 30 novembre 2018, il signe un nouveau contrat avec le Stade toulousain, qui le lie au club jusqu'en 2023.

### Révélation et premières sélections (2018-2019)
Fort de son titre de champion du monde Junior, de sa polyvalence et de ses bonnes prestations avec le Stade toulousain depuis le début de la saison 2018-2019, Romain Ntamack fait partie du groupe appelé par le sélectionneur de l'équipe de France pour disputer les deux premiers matchs du Tournoi des Six Nations 2019. Le 1er février 2019, il joue son premier match avec le XV de France face au pays de Galles au Stade de France, en tant que titulaire au poste de centre pour l’ouverture du Tournoi des Six Nations. Le 23 février 2019, le sélectionneur le repositionne au poste de demi d'ouverture pour affronter l'Écosse, associé à son coéquipier de club Antoine Dupont, alors que l'équipe de France doit se remettre de sa lourde défaite face au XV de la Rose à Twickenham deux semaines auparavant (44-8). Bien qu'il n'ait pas évolué à ce poste depuis le début de la saison, Romain Ntamack signe une belle performance et inscrit son premier essai sous le maillot bleu. La France s'impose avec le bonus offensif (27-10) et s'offre sa première victoire de l'année 2019.
En 2018-2019, il est élu meilleur premier centre de la saison de Top 14 par les internautes du site Rugbyrama.
Lors de la Coupe du monde 2019 au Japon, Romain Ntamack devient le plus jeune joueur français à disputer une coupe du monde, à 20 ans et 5 mois. Il est préféré au poste d'ouvreur à Camille Lopez pour le premier match décisif face à l'Argentine, puis pour le quart de finale face au pays de Galles, perdu d'un point par la France. À l'issue de la compétition, World Rugby désigne Romain Ntamack révélation de l'année 2019.

### Au plus haut niveau (depuis 2019)

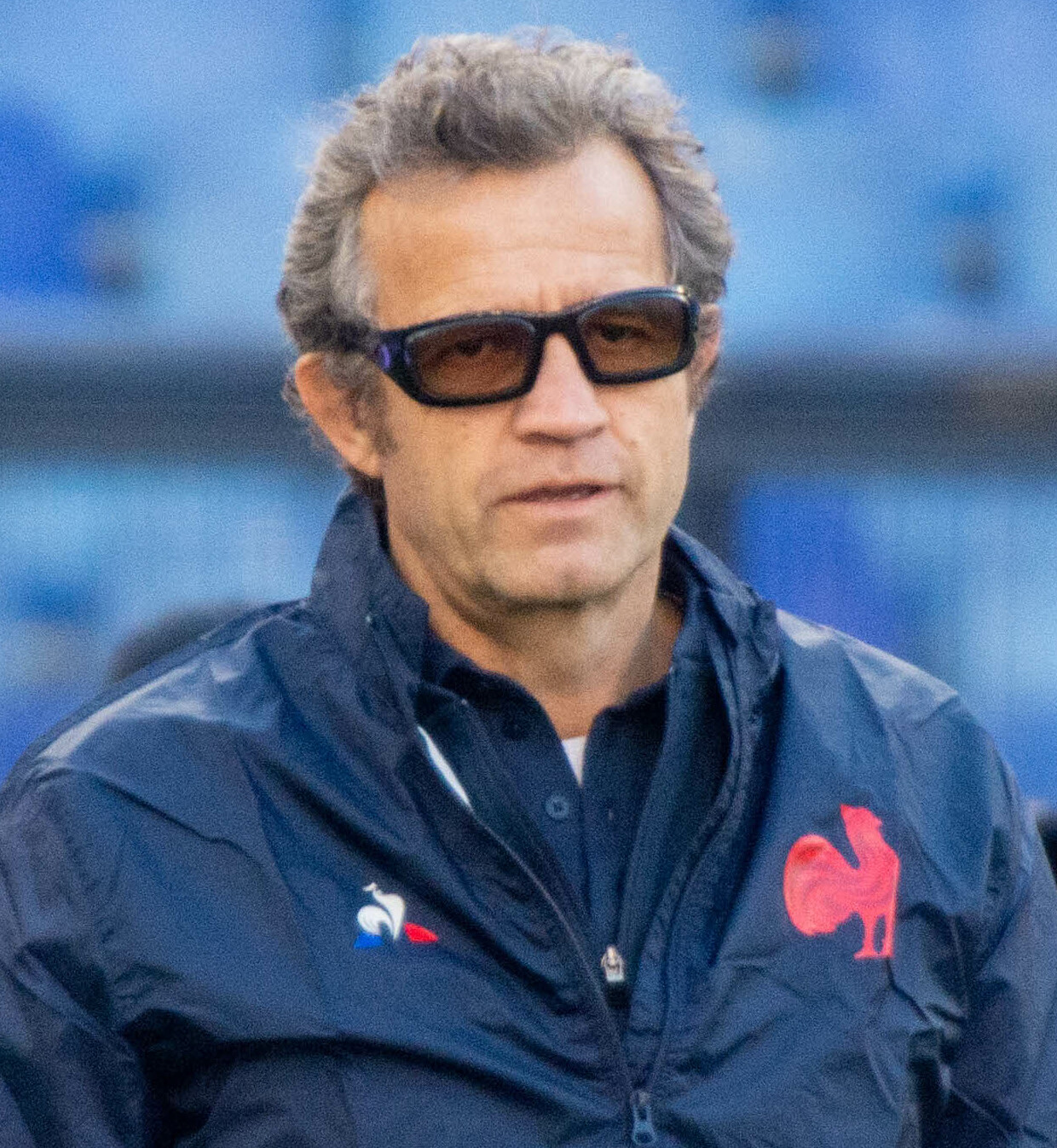
Romain Ntamack devient le titulaire à l'ouverture du XV de France lors du premier mandat du sélectionneur Fabien Galthié.

En 2021, il remporte la Coupe d'Europe avec le Stade toulousain. Titularisé à l'ouverture lors de la phase finale, en association avec Antoine Dupont, il devient alors le premier fils d'un champion d'Europe à lui aussi soulever le trophée.
Durant la saison 2021-2022, Toulouse s'incline en demi-finale dans les deux compétitions contre le Leinster Rugby en Coupe d'Europe à Dublin puis contre le Castres olympique à Nice en Top 14. Romain Ntamack termine co-meilleur marqueur de son équipe avec Antoine Dupont, marquant neuf essais. Il est ensuite nommé dans l'équipe type de Top 14 de la saison. Avec les Bleus, il est appelé en janvier 2022 pour participer au Tournoi des Six Nations 2022. Il joue tous les matchs du tournoi en tant que titulaire. Les Français remportent tous les matchs de la compétition, réalisant ainsi le Grand Chelem, le dixième de l'histoire du rugby tricolore, le premier depuis douze ans. Il s'agit du premier titre remporté en sélection nationale par Romain Ntamack. À la fin du tournoi, il est nommé dans l'équipe type de la compétition.
En janvier 2023, il est de nouveau appelé en équipe de France pour participer au Tournoi des Six Nations 2023,. Il joue tous les matchs de la compétition et marque un essai. La France termine à la deuxième place derrière l'Irlande qui réalise le Grand Chelem. De retour avec son club, il se qualifie jusqu'en demi-finale de la Champions Cup, avant d'être éliminé une fois de plus aux portes de la finale par le Leinster, une défaite 41 à 22,. Toutefois, en championnat, les Toulousains terminent à la première place de la saison régulière, se qualifiant donc en demi-finale où ils battent largement le Racing 92 sur le score de 41 à 14 et retrouvent donc le Stade rochelais en finale, comme en 2021,. En finale, il est titulaire à l'ouverture et joue toute la rencontre. Dans un match très serré, Toulouse s'impose en fin de match et l'emporte 29 à 26 grâce à un essai de Romain Ntamack qui traverse la moitié du terrain après avoir éliminé plusieurs défenseurs adverses et offre la victoire aux siens à deux minutes de la fin,,. Cet essai est d'ailleurs élu plus bel essai de la saison lors de la dix-neuvième Nuit du rugby. Il remporte donc le Bouclier de Brennus pour la troisième fois de sa carrière.
À l'issue de la saison 2022-2023, il est nommé pour l'Oscar d'Or aux Oscars du Midi olympique, récompensant le meilleur joueur français de la saison. Il est aussi sélectionné dans une liste de 42 joueurs pour préparer la Coupe du monde 2023 qui a lieu en France,. Il fait partie des dix joueurs du Stade toulousain appelés par le sélectionneur des Bleus. Il est titulaire lors du deuxième match de préparation, face à l'Écosse. Cependant, il se blesse gravement au genou et souffre d'une rupture d'un ligament croisé du genou gauche. Il est alors contraint de déclarer forfait pour la Coupe du monde 2023. À l'issue de cette coupe du monde, il revient, lors d'une interview, sur la défaite de l'équipe de France en quart de finale et déclare : "Si les Bleus avaient été champions du monde, ça aurait peut-être été un des pires jours de ma vie".  Il reprend l'entraînement collectif en mars 2024 et la compétition le 30 mars à l'occasion de la réception de la Section paloise en Top 14 (victoire 31-29).
Le 25 mai 2024, il est titulaire avec le Stade toulousain en finale de la Champions Cup au Tottenham Hotspur Stadium de Londres face au Leinster. Il est une nouvelle fois associé à Antoine Dupont à la charnière. Les Toulousains s'imposent 31 à 22 après les prolongations face aux irlandais et remportent ainsi le 6e titre de champions d'Europe du club.
Un mois plus tard, il est de nouveau titulaire en finale du Top 14, organisée exceptionnellement au Stade Vélodrome de Marseille, contre l'Union Bordeaux Bègles. Les Toulousains l'emportent 59 à 3, plus large score de l'histoire en finale du championnat de France.
Le 4 mai 2025, il est titulaire en demi-finale de la coupe d'Europe où l'Union Bordeaux Bègles élimine le Stade toulousain sur le score de 35-18.
Il remporte de nouveau le Top 14 le 28 juin 2025 avec le Stade Toulousain contre l'Union Bordeaux Bègles avec les prolongations sur le score 39-33. Sorti pour cause de blessure lors de la finale, il subit une opération du genou 36 heures après la fin du match.

## Statistiques

### En club
| Saison                 | Saison                 | Championnat | Championnat | Championnat | Championnat | Championnat | Championnat | Championnat | Coupe d'Europe     | Coupe d'Europe | Coupe d'Europe | Coupe d'Europe | Coupe d'Europe | Coupe d'Europe | Coupe d'Europe |
| Saison                 | Saison                 | Compétition | M           | Pts         | Ess.        | Pén.        | Tr.         | Dp.         | Compétition        | M              | Pts            | Ess.           | Pén.           | Tr.            | Dp.            |
| ---------------------- | ---------------------- | ----------- | ----------- | ----------- | ----------- | ----------- | ----------- | ----------- | ------------------ | -------------- | -------------- | -------------- | -------------- | -------------- | -------------- |
| 2017-2018              | Stade toulousain       | Top 14      | 5           | 2           | -           | -           | 1           | -           | Challenge européen | 5              | 19             | 1              | 2              | 4              | -              |
| 2018-2019              | Stade toulousain       | Top 14      | 19          | 51          | 6           | 3           | 6           | -           | Coupe d'Europe     | 8              | 10             | 1              | 1              | 1              | -              |
| 2019-2020              | Stade toulousain       | Top 14      | 4           | 13          | 1           | 2           | 1           | -           | Coupe d'Europe     | 8              | 28             | 5              | 1              | -              | -              |
| 2020-2021              | Stade toulousain       | Top 14      | 12          | 48          | 2           | 6           | 10          | -           | Coupe d'Europe     | 5              | 69             | -              | 19             | 6              | -              |
| 2021-2022              | Stade toulousain       | Top 14      | 18          | 50          | 6           | 2           | 7           | -           | Coupe d'Europe     | 6              | 29             | 3              | 2              | 4              | -              |
| 2022-2023              | Stade toulousain       | Top 14      | 11          | 29          | 5           | -           | 2           | -           | Champions Cup      | 7              | 10             | 2              | -              | -              | -              |
| 2023-2024              | Stade toulousain       | Top 14      | 4           | 2           | -           | -           | 1           | -           | Champions Cup      | 4              | 5              | 1              | -              | -              | -              |
| 2024-2025              | Stade toulousain       | Top 14      | 2           | -           | -           | -           | -           | -           | Champions Cup      | -              | -              | -              | -              | -              | -              |
| Total Stade toulousain | Total Stade toulousain | Top 14      | 75          | 195         | 20          | 13          | 28          | -           | Coupe d'Europe     | 43             | 170            | 13             | 25             | 15             | -              |

### En sélection nationale
Romain Ntamack connait sa première cape internationale le 1er février 2019 lors du match d'ouverture du tournoi des Six Nations face au pays de Galles et lors de sa première titularisation il marque son premier essai en bleu contre l'Écosse lors de la troisième journée du tournoi des Six Nations 2019.
Au 15 mars 2025, Romain Ntamack compte 40 sélections en équipe de France, dont 32 en tant que titulaire, pour 7 essais inscrits, depuis sa première cape, le 1er février 2019. Il a pris part à six éditions du Tournoi des Six Nations, en 2019, 2020, 2021, 2022, 2023 et 2025, et à une édition de la Coupe du monde en 2019. 
| Année | Compétition    | Matchs | Points | Essais | Transf. | Drops | Pénal. |
| ----- | -------------- | ------ | ------ | ------ | ------- | ----- | ------ |
| 2019  | Six Nations    | 5      | 15     | 1      | 2       | 1     | 1      |
| 2019  | Test matchs    | 3      | 10     | -      | 5       | -     | -      |
| 2019  | Coupe du monde | 4      | 27     | -      | 6       | -     | 5      |
| 2020  | Six Nations    | 5      | 57     | 3      | 9       | -     | 8      |
| 2020  | Test matchs    | 1      | 13     | -      | 5       | -     | 1      |
| 2021  | Six Nations    | 2      | 16     | -      | 2       | -     | 4      |
| 2021  | Test matchs    | 3      | 5      | 1      | -       | -     | -      |
| 2022  | Six Nations    | 5      | 2      | -      | 1       | -     | -      |
| 2022  | Test matchs    | 3      | -      | -      | -       | -     | -      |
| 2023  | Six Nations    | 5      | 5      | 1      | -       | -     | -      |
| 2023  | Test matchs    | 1      | 5      | 1      | -       | -     | -      |
| 2025  | Six Nations    | 3      | -      | -      | -       | -     | -      |
| Total | Total          | 40     | 155    | 7      | 29      | 1     | 20     |

| Adversaire       | Matchs joués | Victoires | Défaites | Nuls | Essais | Points | % de victoire |
| ---------------- | ------------ | --------- | -------- | ---- | ------ | ------ | ------------- |
| Angleterre       | 4            | 3         | 1        | 0    | 0      | 9      | 75            |
| Afrique du Sud   | 1            | 1         | 0        | 0    | 0      | 0      | 100           |
| Argentine        | 2            | 2         | 0        | 0    | 0      | 10     | 100           |
| Australie        | 1            | 1         | 0        | 0    | 0      | 0      | 100           |
| Écosse           | 9            | 7         | 2        | 0    | 3      | 23     | 77.78         |
| États-Unis       | 1            | 1         | 0        | 0    | 0      | 0      | 100           |
| Géorgie          | 1            | 1         | 0        | 0    | 0      | 0      | 100           |
| Pays de Galles   | 8            | 6         | 2        | 0    | 1      | 42     | 75            |
| Irlande          | 5            | 3         | 2        | 0    | 1      | 18     | 60            |
| Italie           | 5            | 5         | 0        | 0    | 1      | 35     | 100           |
| Japon            | 1            | 1         | 0        | 0    | 0      | 0      | 100           |
| Nouvelle-Zélande | 1            | 1         | 0        | 0    | 1      | 5      | 100           |
| Tonga            | 1            | 1         | 0        | 0    | 0      | 13     | 100           |
| Total            | 40           | 33        | 7        | 0    | 7      | 155    | 82.5          |

| Numéro | Date             | Lieu                                   | Adversaire       | Compétition                  | Résultat | Score |
| ------ | ---------------- | -------------------------------------- | ---------------- | ---------------------------- | -------- | ----- |
| 1      | 23 février 2019  | Stade de France, Saint-Denis           | Écosse           | Tournoi des Six Nations 2019 | Victoire | 27-10 |
| 2      | 9 février 2020   | Stade de France, Saint-Denis           | Italie           | Tournoi des Six Nations 2020 | Victoire | 35-22 |
| 3      | 22 février 2020  | Principality Stadium, Cardiff          | Pays de Galles   | Tournoi des Six Nations 2020 | Victoire | 27-23 |
| 4      | 31 octobre 2020  | Stade de France, Saint-Denis           | Irlande          | Tournoi des Six Nations 2020 | Victoire | 35-27 |
| 5      | 20 novembre 2021 | Stade de France, Saint-Denis           | Nouvelle-Zélande | Test match                   | Victoire | 40-25 |
| 6      | 26 février 2023  | Stade de France, Saint-Denis           | Écosse           | Tournoi des Six Nations 2023 | Victoire | 32-21 |
| 7      | 12 août 2023     | Stade Geoffroy-Guichard, Saint-Étienne | Écosse           | Test match                   | Victoire | 30-27 |

## Palmarès

### En club
- Stade toulousain
  - Vainqueur du Championnat de France en 2019, 2021, 2023, 2024 et 2025
  - Vainqueur de la Coupe d'Europe en 2021 et 2024

### En sélection nationale
- France
  - Vainqueur du Tournoi des Six Nations en 2022 (Grand Chelem) et 2025

#### Tournoi des Six Nations
| Édition          | Rang | Résultats France | Résultats Ntamack | Matchs Ntamack |
| ---------------- | ---- | ---------------- | ----------------- | -------------- |
| Six Nations 2019 | 4    | 2 v, 0 n, 3 d    | 2 v, 0 n, 3 d     | 5/5            |
| Six Nations 2020 | 2    | 4 v, 0 n, 1 d    | 4 v, 0 n, 1 d     | 5/5            |
| Six Nations 2021 | 2    | 3 v, 0 n, 2 d    | 1 v, 0 n, 1 d     | 2/5            |
| Six Nations 2022 | 1    | 5 v, 0 n, 0 d    | 5 v, 0 n, 0 d     | 5/5            |
| Six Nations 2023 | 2    | 4 v, 0 n, 1 d    | 4 v, 0 n, 1 d     | 5/5            |
| Six Nations 2025 | 1    | 4 v, 0 n, 1 d    | 3 v, 0 n, 0 d     | 3/5            |

Légende : v = victoire ; n = match nul ; d = défaite ; la ligne est en gras quand il y a Grand Chelem.

#### Coupe du monde
| Édition    | Rang               | Résultats France | Résultats Ntamack | Matchs Ntamack |
| ---------- | ------------------ | ---------------- | ----------------- | -------------- |
| Japon 2019 | Quart de finaliste | 3 v, 0 n, 1 d    | 3 v, 0 n, 1 d     | 4/4            |

### En sélections nationales jeunes
- France à sept -18
  - Vainqueur du Tournoi à 7 de Dubaï en 2015 et 2016[54],[55]

- France -18
  - Vainqueur du Champion d'Europe des moins de 18 ans en 2016[56]
- France -20
  - Vainqueur du Tournoi des Six Nations des moins de 20 ans en 2018
  - Vainqueur du Championnat du monde junior en 2018

### Distinctions personnelles
- Prix World Rugby de la révélation de l'année 2019[25]
- Meilleur réalisateur du Tournoi des Six Nations en 2020 (57 points)
- Membre de l'équipe type du Tournoi des Six Nations en 2022
- Membre de l'équipe type du Championnat de France en 2022
- Oscars du Midi olympique :  Oscar de Bronze 2022[57]
- Plus bel essai de la saison en 2023[41].